# Mühlingen
Mühlingen település Németországban, azon belül Baden-Württembergben. Lakosainak száma 2752 fő (2023. december 31.). Mühlingen Stockach és Eigeltingen községekkel határos.

## Népesség
A település népessége az elmúlt években az alábbi módon változott:
| Lakosok száma | 1861 | 1853 | 1802 | 1790 | 1765 | 1925 | 2229 | 2335 | 2314 | 2752 |
|               | 1961 | 1967 | 1974 | 1980 | 1987 | 1993 | 2000 | 2006 | 2013 | 2023 |